# Список матчей женской сборной Украины по хоккею с шайбой
Данная статья представляет собой список всех матчей, которые провела национальная женская сборная Украины по хоккею с шайбой с момента создания начиная с выступления в ноябре 1992 года в матчах группы B Чемпионата Европы в Риге ( Латвия). В список включены как официальные матчи украинской сборной, проведенные под эгидой Международной федерации хоккея с момента вступления в эту организацию 6 мая 1992 года, так и прочие.
По состоянию на 01 июня 2020 года
Всего женская сборная Украины провела 25 матчей на уровне первых национальных сборных, из которых она победила в 7 играх и проиграла 18 поединков, разница голов 36 : 118
В рамках чемпионатов Европы и чемпионатов мира всех уровней (включая квалификационные игры) женская сборная Украины в провела 20 матчей, из которых она победила в 7 играх и проиграла 13 поединков, разница голов 33 : 67, в том числе:
- В рамках чемпионатов Европы всех уровней (включая квалификационные игры) — 11 матчей: 3 победы и 8 поражений; разница голов 9:37[1]
- В рамках чемпионатов мира всех уровней (включая квалификационные игры) — 9 матчей: 4 победы и 5 поражений; разница голов 24:30[1]

| Матчи женской сборной Украины по хоккею с шайбой | Матчи женской сборной Украины по хоккею с шайбой | Матчи женской сборной Украины по хоккею с шайбой | Матчи женской сборной Украины по хоккею с шайбой | Матчи женской сборной Украины по хоккею с шайбой | Матчи женской сборной Украины по хоккею с шайбой | Матчи женской сборной Украины по хоккею с шайбой | Матчи женской сборной Украины по хоккею с шайбой | Матчи женской сборной Украины по хоккею с шайбой     | Матчи женской сборной Украины по хоккею с шайбой |
| №у                                               | №о                                               | Дата                                             | Соперник                                         | Счёт                                             | ОТ/Б                                             | д/г                                              | Место                                            | Турнир                                               | Прим.                                            |
| ------------------------------------------------ | ------------------------------------------------ | ------------------------------------------------ | ------------------------------------------------ | ------------------------------------------------ | ------------------------------------------------ | ------------------------------------------------ | ------------------------------------------------ | ---------------------------------------------------- | ------------------------------------------------ |
| 1                                                | 1                                                | 01.11.1992                                       | Латвия                                           | 3 : 0                                            |                                                  | г.                                               | Латвия, Рига                                     | Чемпионат Европы. Группа B. Квалификационный турнир  |                                                  |
| 2                                                | 2                                                | 07.11.1992                                       | Латвия                                           | 1 : 2                                            | ОТ                                               | д.                                               | Украина, Киев, «Авангард»                        | Чемпионат Европы. Группа B. Квалификационный турнир  |                                                  |
| 3                                                | 3                                                | 08.11.1992                                       | Латвия                                           | 2 : 0                                            |                                                  | д.                                               | Украина, Киев, «Авангард»                        | Чемпионат Европы. Группа B. Квалификационный турнир  |                                                  |
| 4                                                |                                                  | 17.03.1993                                       | Франция                                          | 0 : 2                                            |                                                  | д.                                               | Украина, Киев, «Авангард»                        | Товарищеский матч                                    |                                                  |
| 5                                                |                                                  | 18.03.1993                                       | Франция                                          | 1 : 3                                            |                                                  | д.                                               | Украина, Киев, «Авангард»                        | Товарищеский матч                                    |                                                  |
| 6                                                | 4                                                | 22.03.1993                                       | Чехия                                            | 0 : 3                                            |                                                  | д.                                               | Украина, Киев, «Авангард»                        | Чемпионат Европы. Группа B                           |                                                  |
| 7                                                | 5                                                | 23.03.1993                                       | Великобритания                                   | 0 : 1                                            |                                                  | д.                                               | Украина, Киев, «Авангард»                        | Чемпионат Европы. Группа B                           |                                                  |
| 8                                                | 6                                                | 25.03.1993                                       | Латвия                                           | 1 : 0                                            |                                                  | д.                                               | Украина, Киев, «Авангард»                        | Чемпионат Европы. Группа B                           |                                                  |
| 9                                                | 7                                                | 27.03.1993                                       | Франция                                          | 0 : 1                                            |                                                  | д.                                               | Украина, Киев, «Авангард»                        | Чемпионат Европы. Группа B                           |                                                  |
| 10                                               |                                                  | 07.10.1994                                       | Финляндия                                        | 0 : 31                                           |                                                  | н.                                               | Россия, Москва, Ледовый дворец ЦСКА              | Международный турнир «Кубок Москвы»                  |                                                  |
| 11                                               |                                                  | 08.10.1994                                       | Россия                                           | 1 : 7                                            |                                                  | г.                                               | Россия, Москва, Ледовый дворец ЦСКА              | Международный турнир «Кубок Москвы»                  |                                                  |
| 12                                               |                                                  | 09.10.1994                                       | Латвия                                           | 1 : 8                                            |                                                  | н.                                               | Россия, Москва, Ледовый дворец ЦСКА              | Международный турнир «Кубок Москвы»                  |                                                  |
| 13                                               | 8                                                | 27.03.1995                                       | Франция                                          | 1 : 7                                            |                                                  | н.                                               | Дания, Эсбьерг, «Granly Hockey Arena»            | Чемпионат Европы. Группа B                           |                                                  |
| 14                                               | 9                                                | 28.03.1995                                       | Чехия                                            | 1 : 7                                            |                                                  | н.                                               | Дания, Эсбьерг, «Granly Hockey Arena»            | Чемпионат Европы. Группа B                           |                                                  |
| 15                                               | 10                                               | 30.03.1995                                       | Россия                                           | 0 : 14                                           |                                                  | н.                                               | Дания, Эсбьерг, «Granly Hockey Arena»            | Чемпионат Европы. Группа B                           |                                                  |
| 16                                               | 11                                               | 31.03.1995                                       | Великобритания                                   | 0 : 2                                            |                                                  | н.                                               | Дания, Эсбьерг, «Granly Hockey Arena»            | Чемпионат Европы. Группа B                           |                                                  |
| 17                                               | 12                                               | 13.01.2019                                       | ЮАР                                              | 3 : 1                                            |                                                  | г.                                               | ЮАР, Кейптаун, «GrandWest»                       | Чемпионат мира. Дивизион II. Квалификационный турнир |                                                  |
| 18                                               | 13                                               | 14.01.2019                                       | Болгария                                         | 5 : 1                                            |                                                  | н.                                               | ЮАР, Кейптаун, «GrandWest»                       | Чемпионат мира. Дивизион II. Квалификационный турнир |                                                  |
| 19                                               | 14                                               | 16.01.2019                                       | Бельгия                                          | 4 : 1                                            |                                                  | н.                                               | ЮАР, Кейптаун, «GrandWest»                       | Чемпионат мира. Дивизион II. Квалификационный турнир |                                                  |
| 20                                               | 15                                               | 17.01.2019                                       | Гонконг                                          | 5 : 2                                            |                                                  | н.                                               | ЮАР, Кейптаун, «GrandWest»                       | Чемпионат мира. Дивизион II. Квалификационный турнир |                                                  |
| 21                                               | 16                                               | 23.02.2020                                       | Турция                                           | 2 : 3                                            | ОТ                                               | н.                                               | Исландия, Акюрейри, «Ice Rink»                   | Чемпионата мира. Дивизион II. Группа B               |                                                  |
| 22                                               | 17                                               | 24.02.2020                                       | Хорватия                                         | 1 : 2                                            | Б                                                | н.                                               | Исландия, Акюрейри, «Ice Rink»                   | Чемпионата мира. Дивизион II. Группа B               |                                                  |
| 23                                               | 18                                               | 26.02.2020                                       | Новая Зеландия                                   | 3 : 5                                            |                                                  | н.                                               | Исландия, Акюрейри, «Ice Rink»                   | Чемпионата мира. Дивизион II. Группа B               |                                                  |
| 24                                               | 19                                               | 28.02.2020                                       | Австралия                                        | 1 : 9                                            |                                                  | н.                                               | Исландия, Акюрейри, «Ice Rink»                   | Чемпионата мира. Дивизион II. Группа B               |                                                  |
| 25                                               | 20                                               | 29.02.2020                                       | Исландия                                         | 0 : 7                                            |                                                  | г.                                               | Исландия, Акюрейри, «Ice Rink»                   | Чемпионата мира. Дивизион II. Группа B               |                                                  |

## См.также
- Список матчей сборной Украины по хоккею с шайбой
- Список матчей молодёжной сборной Украины по хоккею с шайбой
- Список матчей юниорской сборной Украины по хоккею с шайбой